# Liste der Monuments historiques in Mazerolles (Charente-Maritime)
Die Liste der Monuments historiques in Mazerolles (Charente-Maritime) führt die Monuments historiques in der französischen Gemeinde Mazerolles auf.

## Liste der Bauwerke
| Bezeichnung      | Beschreibung | Standort         | Kennzeichnung | Schutzstatus | Datum | Bild           |
| ---------------- | ------------ | ---------------- | ------------- | ------------ | ----- | -------------- |
| Kirche St-Pierre |              | Machennes (Lage) | PA00104801    | Inscrit      | 1935  | weitere Bilder |

## Liste der Objekte

### KircheNativité-de-la-Sainte-Vierge
| Bezeichnung     | Beschreibung                          | Standort | Kennzeichnung | Schutzstatus | Datum | Bild |
| --------------- | ------------------------------------- | -------- | ------------- | ------------ | ----- | ---- |
| Tabernakel      | Holz, farbig gefasst, 18. Jahrhundert | (Lage)   | PM17001856    | Inscrit      | 1999  |      |
| Glocke          | Bronze, 1631 gegossen                 | (Lage)   | PM17001857    | Inscrit      | 1999  |      |
| Taufbecken      | Stein, 1648                           | (Lage)   | PM17001304    | Inscrit      | 1982  |      |
| Kollektenschale | Zinn, 18. Jahrhundert                 | (Lage)   | PM17001738    | Inscrit      | 1993  |      |